# Байериш-Гмайн
Байериш-Гмайн (нем. Bayerisch Gmain) — община в Германии, в Республике Бавария.
Подчиняется административному округу Верхняя Бавария. Входит в состав района Берхтесгаденер-Ланд. Занимает площадь 11,40 км². Региональный шифр — 09 1 72 115. Местные регистрационные номера транспортных средств (коды автомобильных номеров) (нем. Kraftfahrzeugkennzeichen) — BGL Архивная копия от 20 августа 2016 на Wayback Machine.

## Население
По оценке на 31 декабря 2015 года население общины составляет 3110 человек.
| Дата      | 1840 | 1871 | 1900 | 1925 | 1939 | 1950 | 1961 | 1970 | 1987 | 2011 |
| --------- | ---- | ---- | ---- | ---- | ---- | ---- | ---- | ---- | ---- | ---- |
| Население | 275  | 380  | 569  | 833  | 1263 | 2248 | 2291 | 2309 | 2557 | 2909 |

| Год       | 1960 | 1970 | 1980 | 1990 | 2000 | 2009 | 2010 | 2011 | 2012 | 2013 | 2014 | 2015 |
| --------- | ---- | ---- | ---- | ---- | ---- | ---- | ---- | ---- | ---- | ---- | ---- | ---- |
| Население | 2188 | 2277 | 2575 | 2721 | 2754 | 2950 | 3037 | 2980 | 2989 | 2994 | 3045 | 3110 |